# Фрілендвілл (Індіана)
Фрілендвілл (англ. Freelandville) — переписна місцевість (CDP) в США, в окрузі Нокс штату Індіана. Населення — 617 осіб (2020).

## Географія
Фрілендвілл розташований за координатами 38°51′55″ пн. ш. 87°18′37″ зх. д. / 38.86528° пн. ш. 87.31028° зх. д. (38.865340, -87.310195).  За даними Бюро перепису населення США в 2010 році переписна місцевість мала площу 14,43 км², уся площа — суходіл.

## Демографія
Згідно з переписом 2010 року, у переписній місцевості мешкали 643 особи в 255 домогосподарствах у складі 180 родин. Густота населення становила 45 осіб/км².  Було 281 помешкання (19/км²).
Расовий склад населення:
| - 99,8 % — білих - 0,2 % — чорних або афроамериканців |

До двох чи більше рас належало 0,0 %. Частка іспаномовних становила 0,0 % від усіх жителів.
За віковим діапазоном населення розподілялося таким чином: 20,4 % — особи молодші 18 років, 56,1 % — особи у віці 18—64 років, 23,5 % — особи у віці 65 років та старші. Медіана віку мешканця становила 43,6 року. На 100 осіб жіночої статі у переписній місцевості припадало 91,9 чоловіків;  на 100 жінок у віці від 18 років та старших — 92,5 чоловіків також старших 18 років.
Середній дохід на одне домашнє господарство  становив 80 655 доларів США (медіана — 71 098), а середній дохід на одну сім'ю — 95 686 доларів (медіана — 73 750). Медіана доходів становила 71 098 доларів для чоловіків та 40 694 долари для жінок. За межею бідності перебувало 1,9 % осіб, у тому числі 0,0 % дітей у віці до 18 років та 0,0 % осіб у віці 65 років та старших.
Цивільне працевлаштоване населення становило 361 осіб. Основні галузі зайнятості: публічна адміністрація — 27,1 %, освіта, охорона здоров'я та соціальна допомога — 16,3 %, науковці, спеціалісти, менеджери — 14,7 %.